# Franz Mittelbach
Franz Mittelbach (* 10. April 1882 in Burg bei Magdeburg; † 3. Dezember 1967 in Stuttgart) war ein deutscher Verleger.

## Werdegang
Mittelbach wurde als Sohn des Zeitungsverlegers Robert Mittelbach geboren. Er war zunächst an Verlagen in Leipzig und Wien tätig. 1938 wurde er Gesellschafter des E. H. Moritz Verlags in Stuttgart. Nach Ende des Zweiten Weltkriegs war er Gesellschafter der Franckh'schen Verlagshandlung, des W. Spemann Verlags und des Franz Mittelbach Verlags.
Er war Präsident der Industrie- und Handelskammer Stuttgart und gehörte in dieser Funktion als Vertreter der Industrie- und Handelskammern 1946 der Vorläufigen Volksvertretung für Württemberg-Baden an. Nach seinem Rücktritt wurde er zu deren Ehrenpräsidenten ernannt.

## Ehrungen
- 1952: Großes Verdienstkreuz der Bundesrepublik Deutschland
- Ehrensenator der Universität Tübingen
- 1953: Ehrenpräsident der IHK Stuttgart